# ماشه مرده
ماشه مرده (انگلیسی: Dead Trigger) یک بازی ویدئویی تیراندازی سوم شخص تک‌نفره برای سکو‌های آی‌اواس و اندروید می‌باشد که توسط مدفینگر گیمز توسعه و نشر پیدا کرده است.
در ادامهٔ این بازی، بازی ماشه مرده ۲ (۲۰۱۳) منتشر شده است.